# Get Your Swag On
「Get Your Swag On」（ゲット・ユア・スワッグ・オン）は、SM☆SHとTony AnによるTONY & SMASHのシングル。

## 解説
- SM☆SHにとって、韓国のリリースとしては約3年4ヶ月ぶり、全体を通じては約5ヶ月ぶりのシングル。
- 日本限定盤は、SM☆SHのオフィシャルサイトから購入可能となっている。日本限定盤には特典として日本語訳付き歌詞カードとポストカード2枚付属[1][2]。
- 本作の発売日に合わせて、韓国のMnet「M countdown」で初披露された[2][3]。

## 収録曲
1. Get Your Swag On
作詞：スウィンス　作曲：Jimmy Andrew Richard・Josef Salimi
2. コッチョソ
3. Flashback